# Cirriformia chrysoderma
Cirriformia chrysoderma är en ringmaskart som först beskrevs av Jean Louis René Antoine Édouard Claparède 1869.  Cirriformia chrysoderma ingår i släktet Cirriformia och familjen Cirratulidae. Inga underarter finns listade i Catalogue of Life.